# زو علیا

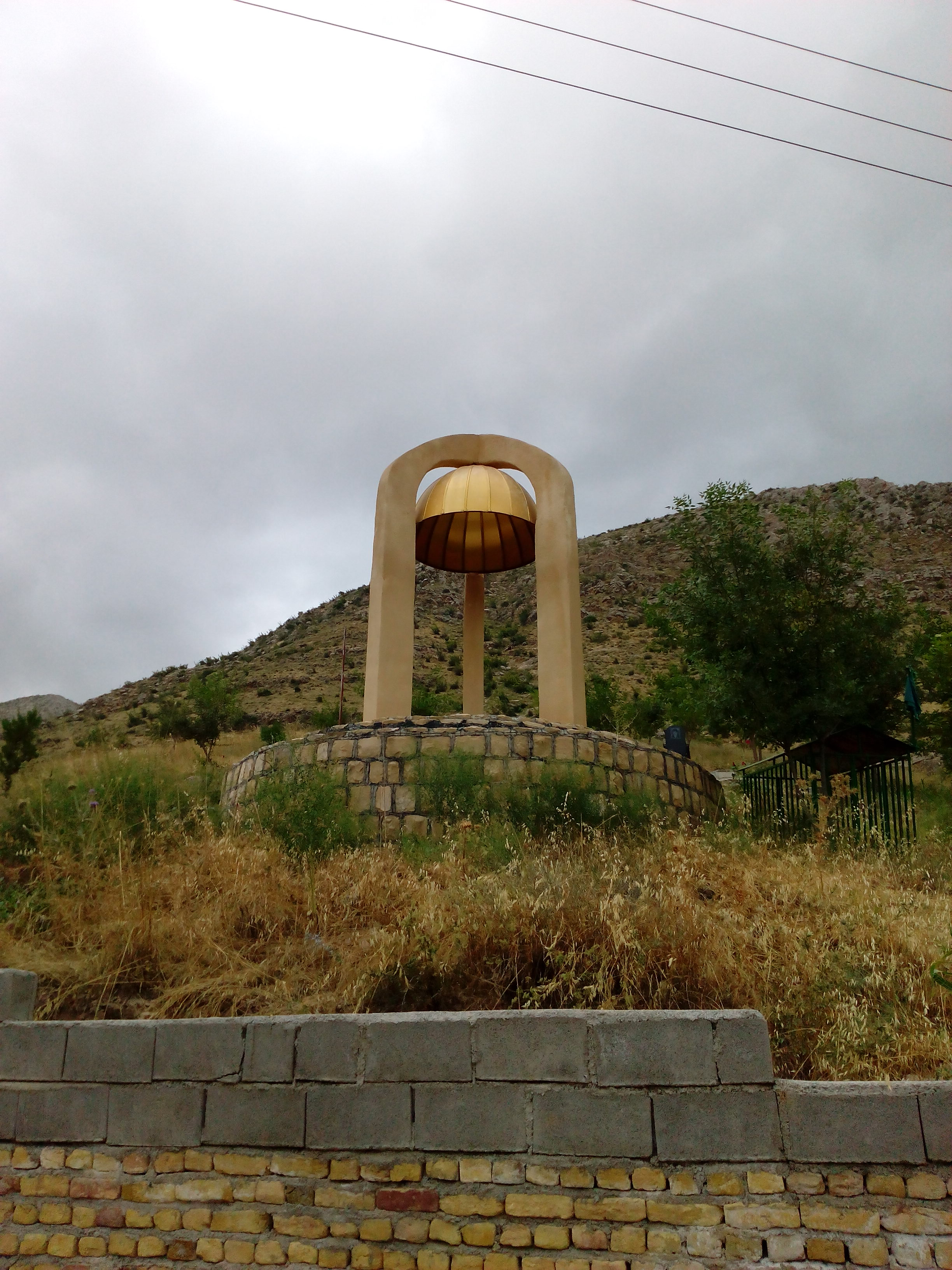
یادمان شهدای روستا

زو علیا روستایی در دهستان حومه بخش مرکزی شهرستان مانه و سملقان استان خراسان شمالی ایران است. این روستای کوهستانی؛ در دره‌ای که رودخانهٔ زوعلیا از آن می‌گذرد، قرار گرفته‌است، و جاده‌ای آسفالته به طول ۴ کیلومتر از روستای بیار، پس از گذشت از گردنه‌ای به این روستا می‌رسد.
شهر آشخانه در شمال غربی، روستای بیار در شمال، روستای شیرآباد (زو سفلی) در غرب و روستای گرمک در جنوب روستای زو علیا قرار دارند
آب رودخانه از درهٔ گرمک به‌سوی زو علیا روان است. مردم روستا کشاورز و باغدار هستند، و میوه‌های گوناگونی چون گیلاس، گردو و هلو در این روستا برداشت می‌شود. خانه‌های زوعلیا درهم‌تنیده و پلکانی هستند. در روزهای تعطیل گردشگرانی به زوعلیا می‌آیند. این روستا یکی از روستاهای دارای «بافت با ارزش» و «هدف گردشگری» استان خراسان شمالی است.

## جمعیت و امکانات
بر پایه سرشماری عمومی نفوس و مسکن در سال ۱۳۹۵ جمعیت این روستا ۵۴۶ نفر (در ۱۵۷ خانوار) بوده‌است. کردی کرمانجی زبان مردم زوعلیاست.
زو علیا دارای لوله‌کشی گاز، آب تصفیه‌شده و برق سراسری است. این روستا «طرح هادی» ندارد.

## نگارخانه

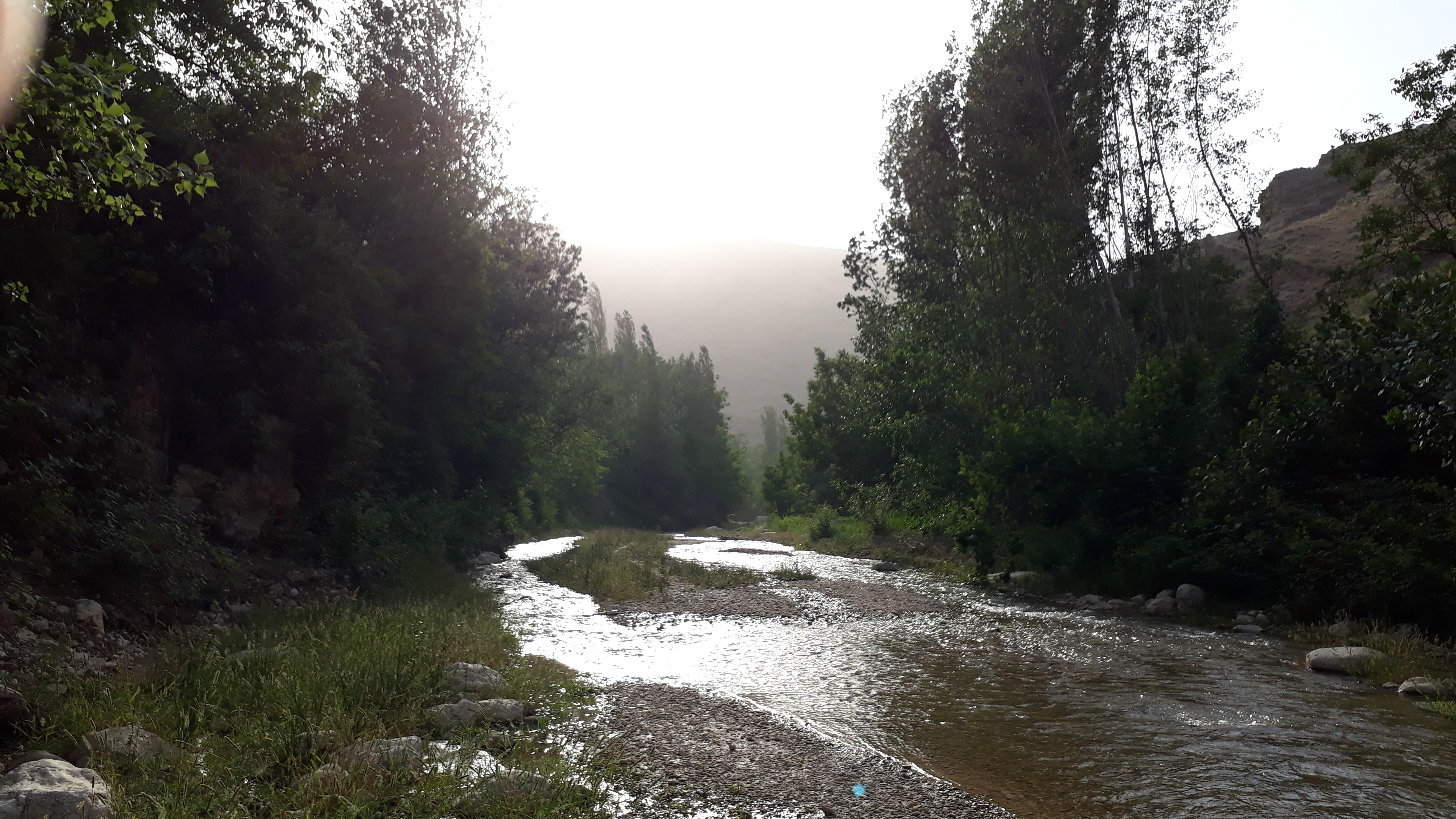
رودخانهٔ زوعلیا
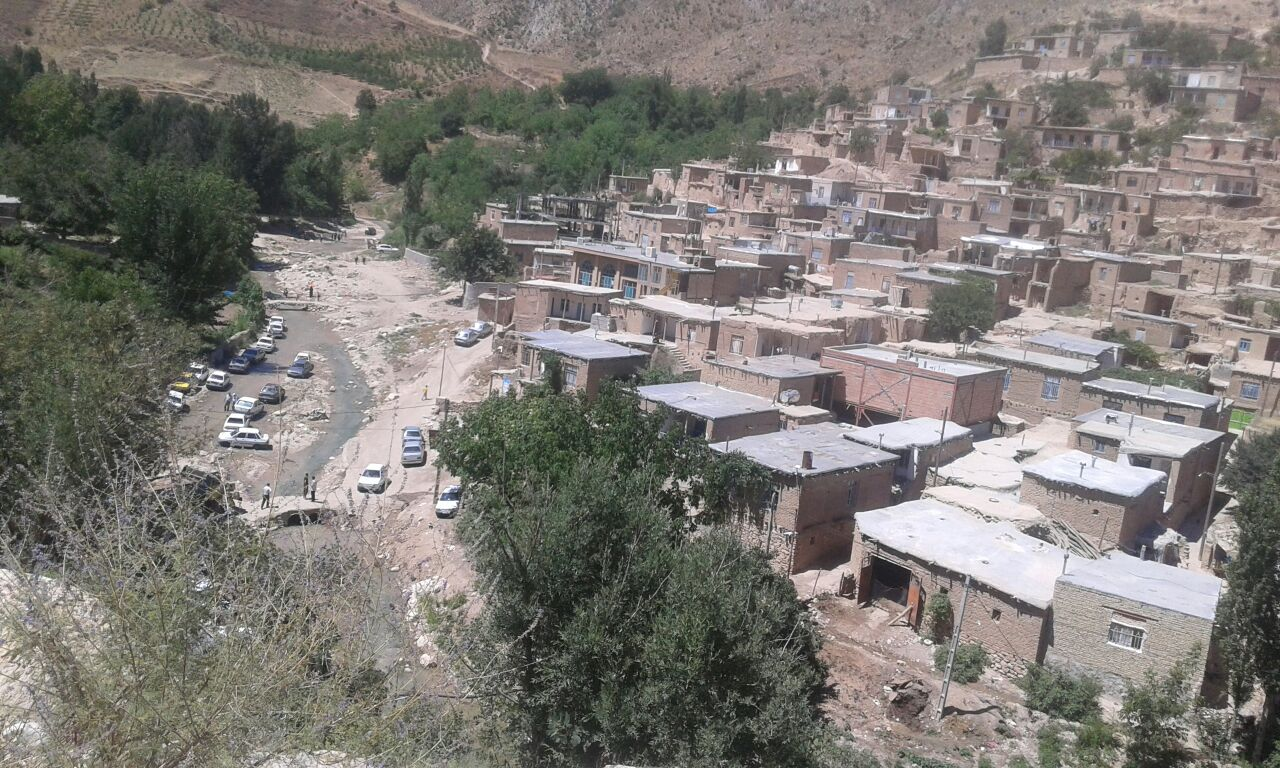
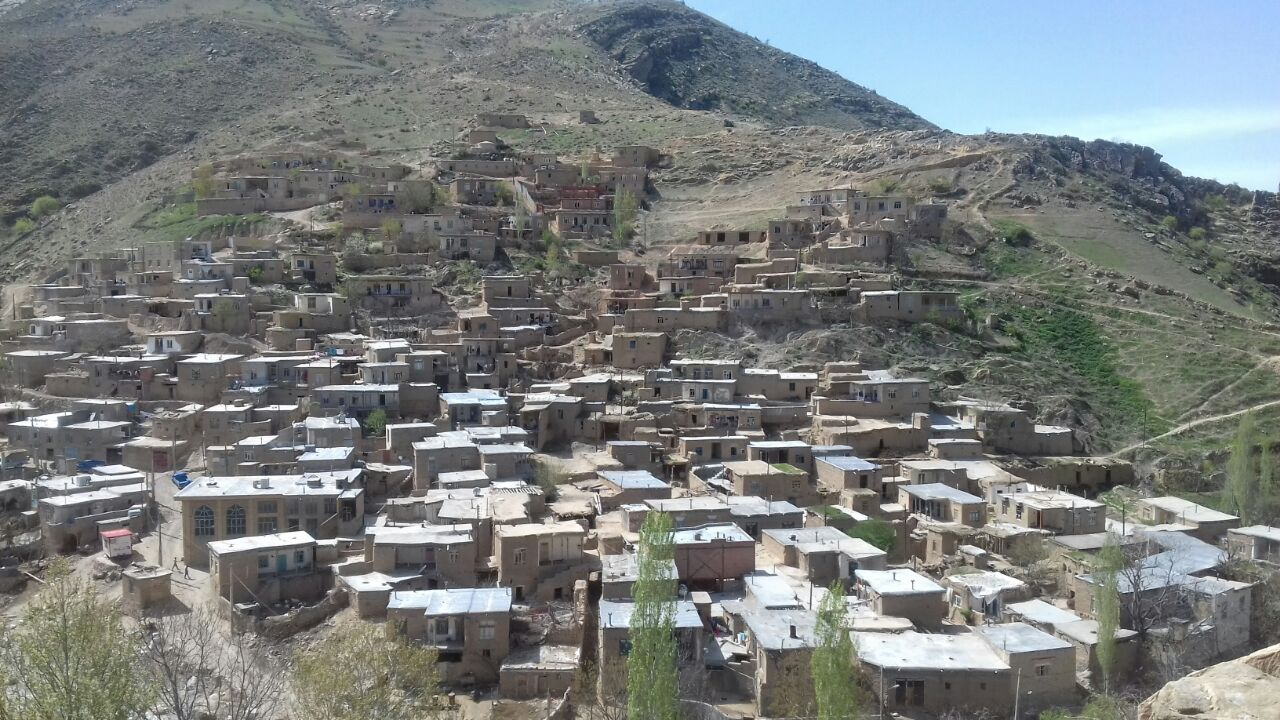
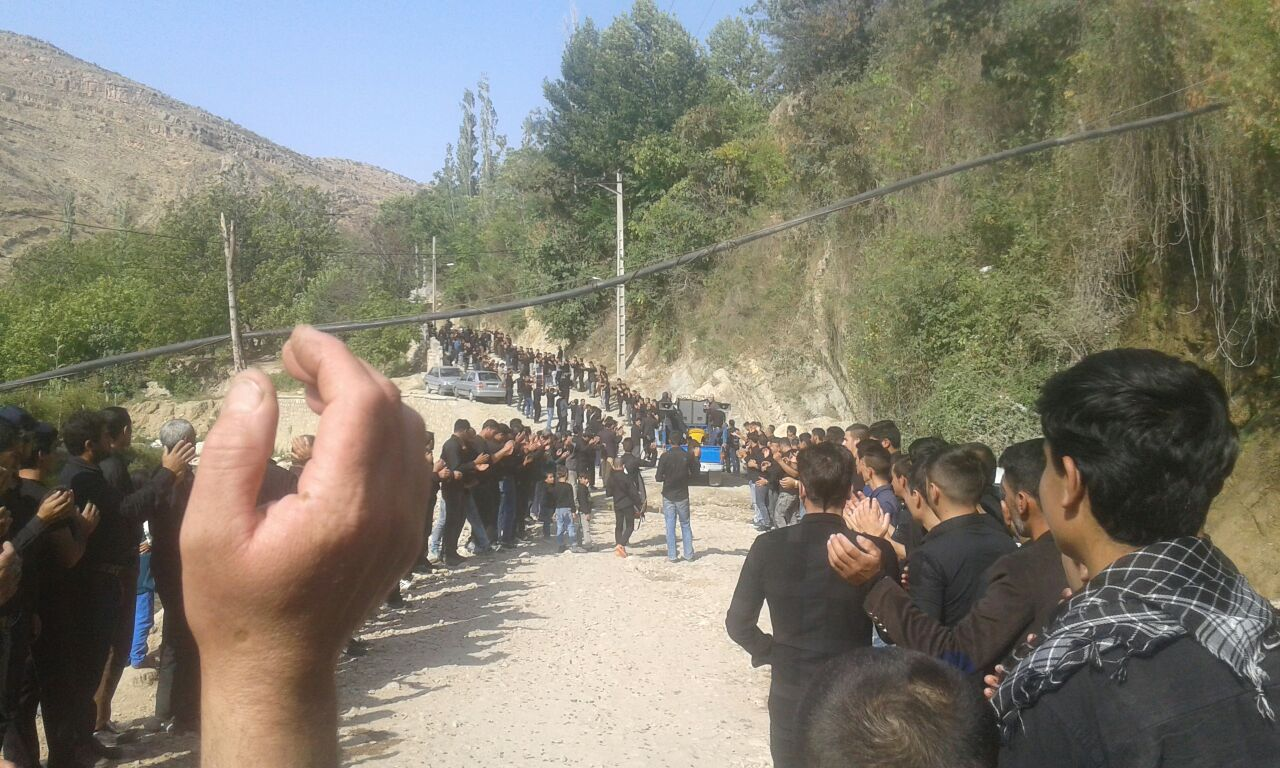
دستهٔ عزاداری روز عاشورا در زو علیا
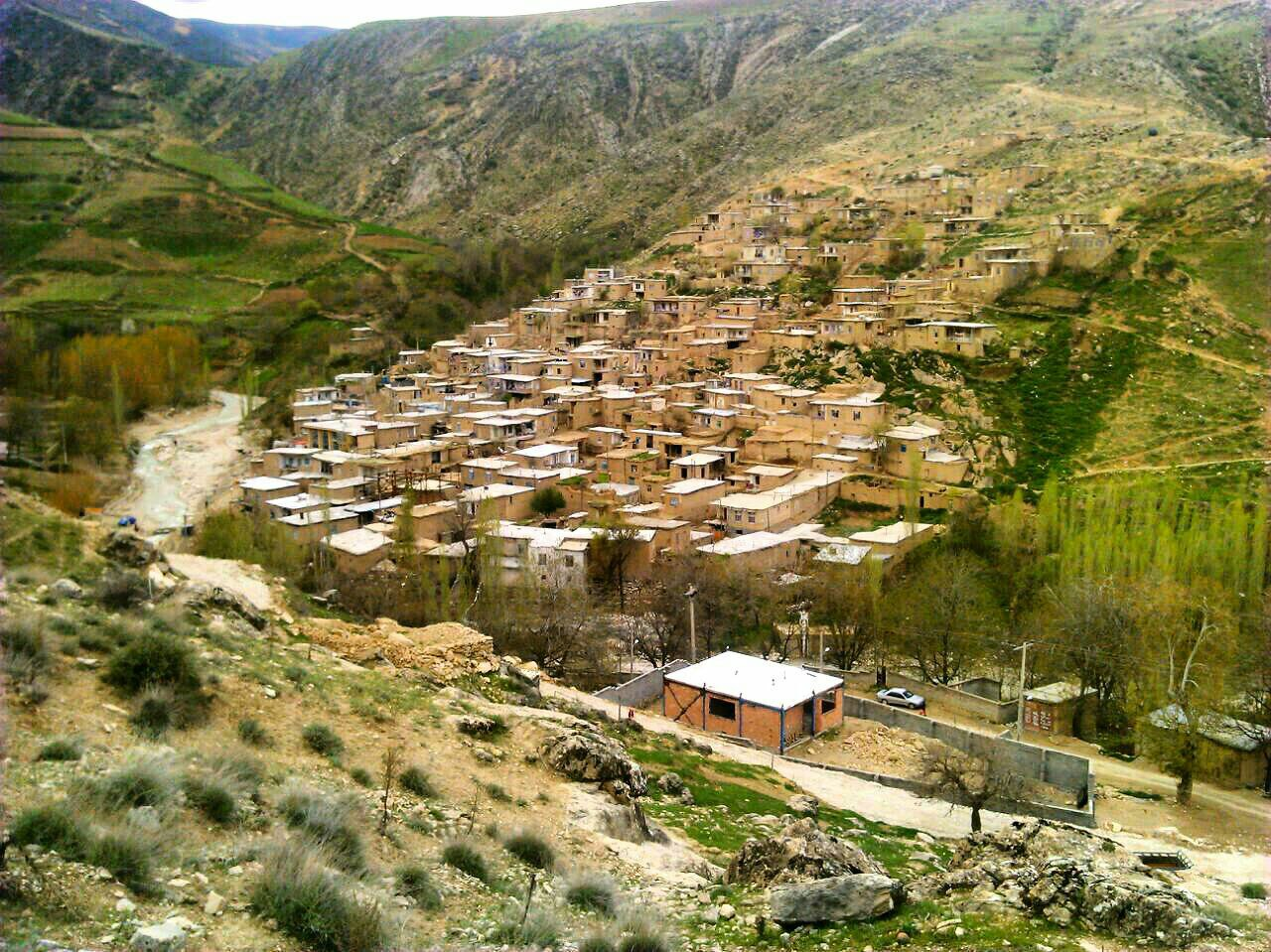